# Mandaravalli, Tarikere
Mandaravalli là một làng thuộc tehsil Tarikere, huyện Chikmagalur, bang Karnataka, Ấn Độ.